# Castellar del Riu
Castellar del Riu – gmina w Hiszpanii, w prowincji Barcelona, w Katalonii, o powierzchni 32,89 km². W 2011 roku gmina liczyła 174 mieszkańców.